# Nicholas Ridley
Nicholas Ridley (Tynedale, 1500 circa – Oxford, 16 ottobre 1555) è stato un religioso e teologo inglese, venerato come martire dalla Comunione anglicana.

## Biografia

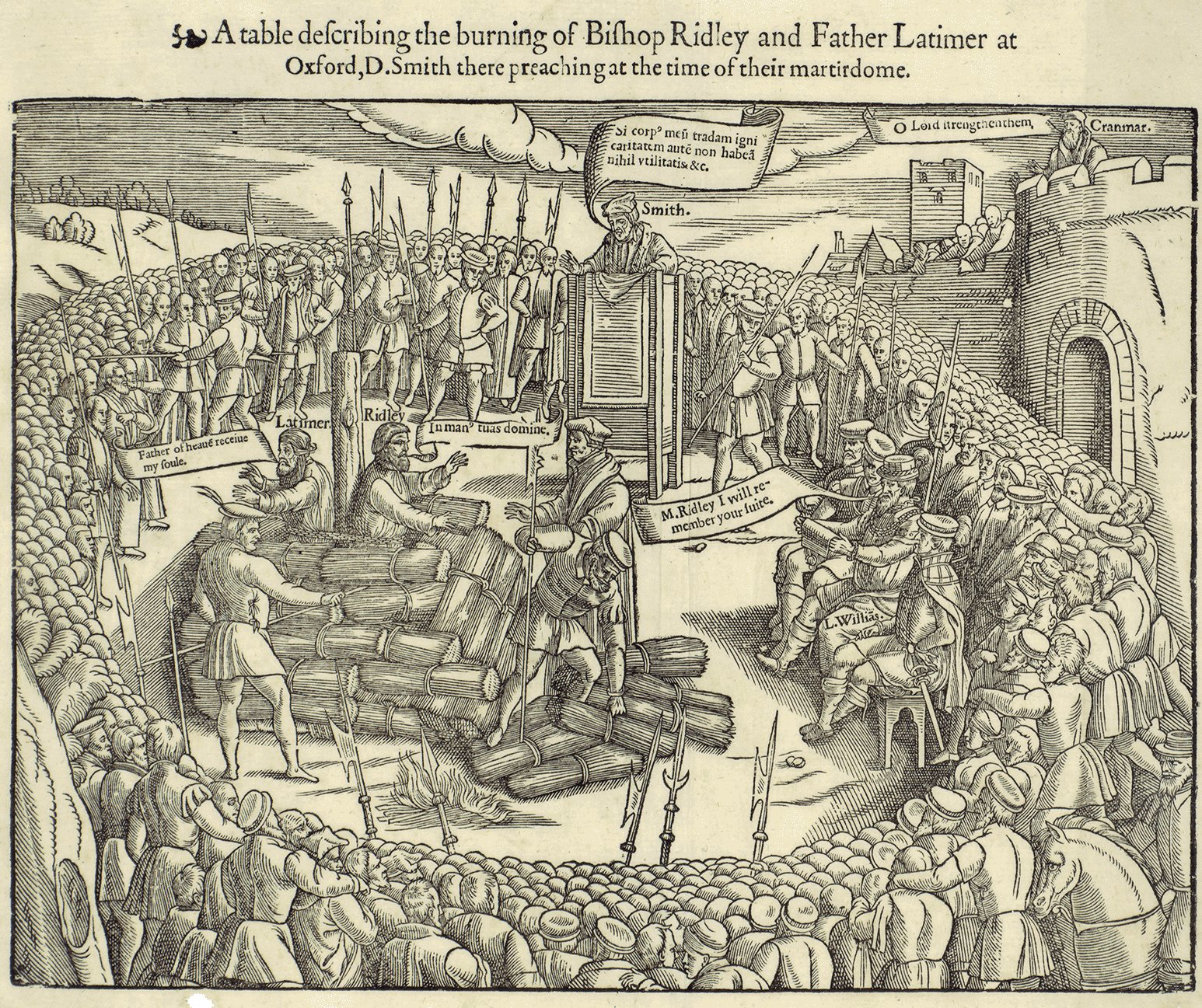
Ridley mentre viene bruciato vivo sul rogo, insieme con Hugh Latimer (scena tratta dal Libro dei martiri di John Foxe, edizione del 1563).

Originario di una nobile famiglia di Tynedale, nella contea di Northumberland, Ridley nacque nei primi anni del XVI secolo, forse nel 1500. Venne educato presso la Royal Grammar School a Newcastle e all'Università di Cambridge dove, nel 1525, ricevette la laurea magistrale. Poco tempo dopo venne ordinato sacerdote cattolico e si trasferì alla Sorbonne, Parigi, per completare la propria educazione.
Dopo il ritorno in Inghilterra, avvenuto nel 1529, divenne il maggiore procuratore dell'Università di Cambridge. Intorno a questo periodo era sorto un aspro dibattito inerente alla supremazia del papa. Ridley era un profondo conoscitore delle Sacre Scritture e, in un colloquio tenutosi all'Università per risolvere tale questione, sostenne che il vescovo di Roma non aveva in realtà maggiore supremazia di un qualsiasi vescovo straniero.
Nel 1540, fu nominato cappellano reale mentre, poco più tardi, divenne Maestro del Pembroke College di Cambridge.
Succedette al vescovo di Rochester nel 1549-1550 e, poco dopo la sua nomina, stabilì che gli altari delle chiese della sua diocesi fossero rimossi per celebrare la Cena del Signore.
Venne arso vivo sul rogo in compagnia di Hugh Latimer il 16 ottobre 1555, al Balliol College di Oxford, a causa dei suoi insegnamenti e per il supporto fornito a Jane Grey, regina per pochi giorni d'Inghilterra e d'Irlanda. Il suo supplizio si consumò assai lentamente e fu la causa di una grande sofferenza per il teologo. In onore del suo martirio, sul luogo in cui morì venne posta una croce di metallo lastricata su un tratto di strada.